# Hrvatsko pravaško bratstvo
Hrvatsko pravaško bratstvo je politička stranka osnovana s ciljem da se RH uredi na načelima pravaštva i demokršćanstva
Stranka je osnovana na općem saboru Hrvatskoga pravaškog bratstva 8. svibnja 2004. g. u mjestu Arbanija, kraj Trogira.  Sjedište stranke je u Zagrebu, a predsjednik je Željko Bagarić. Osobito se zalaže za ujedinjenje svih pravaša i njihovih stranačkih opcija. Za izbore 2011. pristupili su HSP-u.[nedostaje izvor]
Cijeli program zasniva se na načelima bogoljublja, domoljublja i čovjekoljublja, jer pravaški pozdrav "BOG i HRVATI" sadrži tri počela: 
bogoljublje, domoljublje, čovjekoljublje, temeljem kojih nastaje Kodeks HPB-a, s načelima vjerodostojnosti, zajedništva, sloge, ćudorednosti, slobode, mudrosti, razboritosti, odvažnosti, trajnosti, čvrstoće, snage, požrtvovnosti, altruizma, radinosti i vjernosti. Posebna je zadaća stranke "poticati svekoliku duhovnu i materijalnu obnovu Republike Hrvatske", a posebno se brinu za očuvanje i unaprjeđenje onih "vrijednosti koje odražavaju identitet hrvatskog naroda i hrvatske države", kažu temeljna načela stranačkog programa.